# Brachymeria dorsalis
Brachymeria dorsalis är en stekelart som först beskrevs av Walker 1862.  Brachymeria dorsalis ingår i släktet Brachymeria och familjen bredlårsteklar. Inga underarter finns listade.